# Peter Laslett
Thomas Peter Ruffell Laslett (18 dicembre 1915 – 8 novembre 2001) è stato uno storico britannico.

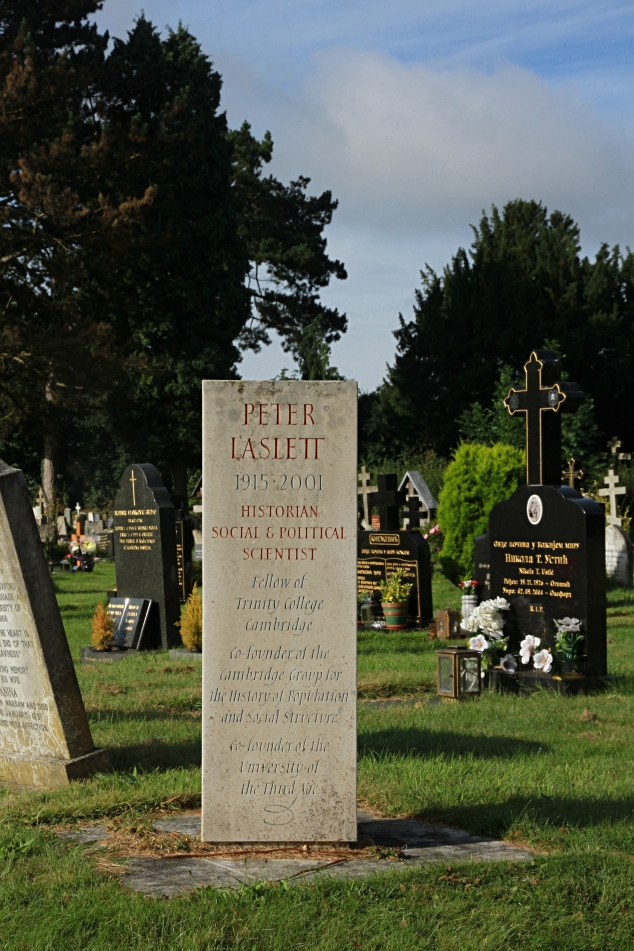
La sua lapide

Fondatore del celebre Gruppo di Cambridge, ha delineato cinque tipi di famiglie, ormai utilizzate da molti sociologi:
- Nucleare è una famiglia formata da una sola unità coniugale;
- Estesa è una famiglia formata da una sola unità coniugale e uno o più parenti conviventi;
- Multipla è una famiglia formata da due o più unità coniugali;
- Senza struttura coniugale è una famiglia priva di un'unità coniugale;
- Solitario è una famiglia formata da una sola persona.